# 沃爾納特格羅夫 (伊利諾伊州麥克多諾縣)
沃爾納特格羅夫（英語：Walnut Grove）是位於美國伊利諾伊州麥克多諾縣的一個非建制地區。該地的面積和人口皆未知。

## 地理
沃爾納特格羅夫的座標為40°36′56″N 90°33′33″W / 40.61556°N 90.55917°W，而該地的平均海拔高度為216米（即709英尺）。